# Centrum Párt (Svédország)
A Centrum Párt (svédül: Centerpartiet, rövidítése: C) egy svédországi liberális, agrárista politikai párt. A párt hagyományosan az Északi Agrár Pártcsaládhoz tartozik, akik a szabad piacgazdaság, környezetvédelem, nemi egyenlőség és a decentralizmust támogatják. A Centrum Párt tagja a Mérsékelt Párt, Kereszténydemokraták és Liberálisok vezette Szövetség Svédországért jobbközép kormány koalíciónak.

## Ideológia

### Gazdaságpolitika
A pártot a svédországi sajtó gyakran klasszikus liberálisnak tartja. Gazdasági kérdésekben a kis és középvállalkozásokat, a családi vállalkozásokat. Fontosnak tartják, hogy a vidéki településeket is megfelelő infrastruktúrával lássák el, hogy ne néptelenedjenek el a falvak a városba történő vándorlás miatt. Ellentétes álláspontot képviselnek a szociáldemokratákkal és a Svéd Demokratákkal. 
A párt távolságot tart a neoliberalizmustól és a libertarianizmustól.

### Bevándorlás
A párt liberális bevándorlási politikát folytat. A párt a 2015-ös európai menekültválság után javaslatot tett, hogy a menekültek segélyezési rendszere helyett hitelt kapjanak, amely hasonló lenne a svédországi hallgatói hitelhez. 2016-ban a párt felvetette, hogy a bevándorlók kötelező állampolgári ismeretek oktatáson vegyenek részt.

### Európai Unió
A párt elkötelezetten Unió-párti, ugyanakkor a párt álláspontja szerint Svédországnak a monetáris unión kívül kell lennie, az euró helyett továbbra is a svéd koronát kellene fizetőeszköznek használnia.

## Szavazóik
A párt szavazói főképp vidéki, községi szavazókból állnak emellett földművesek is szavaznak rájuk. A párt azonban Maud Olofsson vezetése alatt a Liberálisok politikai fordulatának köszönhetően egyre több liberális városi szavazót gyűjtött be Svédország középső részéről.

## Pártelnökök
- Erik Eriksson (1916–1920)
- Johan Andersson (1920–1924)
- Johan Johansson (1924–1928)
- Olof Olsson (1928–1934)
- Axel Pehrsson-Bramstorp (1934–1949)
- Gunnar Hedlund (1949–1971)
- Thorbjörn Fälldin (1971–1985)
- Karin Söder (1985–1987)
- Olof Johansson (1987–1998)
- Lennart Daléus (1998–2001)
- Maud Olofsson (2001–2011)
- Annie Lööf (2011–)